# Fire and Air
Fire and Air è un'opera teatrale del drammaturgo statunitense Terrence McNally, debuttata a New York nel 2018. Dopo le recensioni negative della produzione del debutto, McNally ha revisionato l'opera e la nuova versione della pièce, intitolata Immortal Longings, va in scena per la prima volta al ZACH Theatre di Austin nel giugno 2019.

## Trama
Sergej Djagilev, il brillante impresario e produttore dei Ballets Russes, si innamora del giovanissimo ballerino Vaclav Fomič Nižinskij dopo averlo visto danzare. Tra i due sboccia un profondo sodalizio sentimentale e artistico, con Djagilev che fa di Nižinskij la star dei Balletti Russi. Tutto cambia quando il ballerino si sposa con la contessa ungherese Romola de Pulszky durante una tournée dell'America del Sud. Djagilev, furioso, lo licenzia e lo rimpiazza con Léonide Massine sul palco e nel letto. Ma l'amore per il tormentato ballerino russo continua a divorarlo.

## Produzioni
Fire and Air ha debuttato al Classic Stage Company dell'Off Broadway, con anteprime dal 16 gennaio e la prima ufficiale avvenuta il 31 gennaio 2018. John Doyle curava la regia ed il cast comprendeva Douglas Hodge nel ruolo di Djagilev, James Cusati-Moyer in quello di Nižinskij e Jay Armstrong Johnson nella parte di Leonide Massine. Marin Mazzie, nella sua ultima apparizione teatrale, interpretava la mecenate Misia Sert, mentre Marsha Mason ricopriva il ruolo della ex tata di Djagilev; John Glover completava il cast nella parte di Dima. Il dramma ricevette recensioni tiepide e rimase in cartellone per poco più di un mese, fino al 1 marzo 2018.